# نويابرسك
نويابرسك (بالروسية: Ноябрьск) هي إحدى مدن روسيا في الكيان الفدرالي الروسي أوكروغ يامالو-نينيتس الذاتية.

## توأمة
لنويابرسك اتفاقيات توأمة مع:
- كورستين